# Apoio saudita aos salafis
No período compreendido entre o final do século XX e o início do século XXI, a Arábia Saudita financiou uma expansão mundial da visão de islamismo da Família Real daquele país, o wahhabismo.
Em 1954, integrantes da Irmandade Muçulmana foram acusados de tentar assassinar Gamal Abdel Nasser, presidente do Egito. Esse fato deu origem a uma grande repressão contra a Irmandade no Egito, e muitos integrantes daquela organização buscaram refúgio na Arábia Saudita, numa época na qual aquele país estava em ascensão econômico devido ao recente aumento dos ganhos com a exploração de petróleo. Nesse contexto, muitos refugiados se tornaram professores, advogados ou engenheiros naquele país.
Em 1962, a Família Real saudita fundou a Liga Mundial Muçulmana em Meca para promover "a solidariedade islâmica". Um dos objetivos da iniciativa, era fazer um contraponto ao pan-arabismo, liderado por Gamal Abdel Nasser, que ameaçava derrubar a monarquia saudita. O objetivo declarado era a exportação do islamismo, ou mais precisamente do wahhabismo, o que era considerado um dever sagrado (''Dawah'') pela família real saudita, tendo em vista que aquele país foi o berço do islamismo e o lugar onde estavam situadas Meca e Medina, as duas cidades mais importantes para os muçulmanos.
Naquela época, a Arábia Saudita era pouco povoada e ainda relativamente pobre, portanto, muitos refugiados egípcios, integrantes da Irmandade Muçulmana, passaram a executar importantes atividades da Liga.
Após a elevação dos preços do petróleo, em 1973, o Rei Fahd declarou que não deveria haver limites de gastos para propagação do islamismo, portanto, muito dinheiro saudita foi empregado para estabelecer milhares de mesquitas, centros e escolas islâmicas em diversos países do mundo. Em 20 anos, esses recursos foram empregados para estabelecer mais de 200 colégios islâmicos, 210 centros islâmicos, 1.500 mesquitas e 2.000 escolas para crianças muçulmanas em países não islâmicos.
Em 1984, foi instalada uma gráfica em Medina, na qual, até 2000, foram impressas 138 milhões de cópias do Alcorão que foram distribuídas em diversos países.
Em agosto de 1991, tropas iraquianas, lideradas por Saddam Hussein, invadiram e tentaram se apoderar do Kuwait. Na época avaliou-se que havia risco de a Arábia Saudita também fosse invadida, o que levou a um grande deslocamento de tropas de países não muçulmanos para país. Tratava-se de uma coalização liderada pelos Estados Unidos da América que, inicialmente, tinham como propósito defender a Arábia Saudita de uma agressão iraquiana (Operação Escudo no Deserto), mas que depois foram empregadas na Guerra do Golfo.
Nesse contexto, pessoas ligadas à Irmandade Muçulmana fizeram críticas à Família Real por chamar não-muçulmanos para defendê-los. Em resposta, o Rei Fahd reforçou o controle sobre instituições de promoção do islamismo financiadas pelos sauditas para eliminar a influência da Irmandade em tais instituições. Isso resultou na criação da Fundação Al Haramain, para ser uma instituição sujeita a um maior controle pela Família Real, que inicialmente foi dirigida por Aqeel Abdulaziz Aqil, que em outubro de 1997 começou a atuar em território norte-americano em Ashland (Oregon).
Em 1993, os sauditas criaram o Ministério de Assuntos Islâmicos, Doação, Vocação e Orientação, para ser a instituição-chave para melhor controle da promoção do wahhabismo em outros países, que em 2004 era dirigido por Saleh Sheik, um descendente direto de Muhammad ibn Abd al-Wahhab, e pagava os salários de 50.000 pessoas, dentre elas 3.884 missionários e pregadores wahhabitas em diversos países.
Na época, Saleh Sheik também era o supervisor da Fundação Al Haramain que, com um orçamento anual estimado entre 40 e 50 milhões de dólares, operava em 50 países, nos quais pagava o salário de outros 3.000 missionários e, além disso, ajudava a construir ou manter mesquitas e escolas, distribuía exemplares do Alcorão alimentos e véus islâmicos, perfurava poços e ajudava a manter dezenas de orfanatos e centros de saúde em alguns dos lugares mais pobres do mundo.
Em 2004, estimava-se que a Arábia Saudita investia entre 2,0 e 2,5 bilhões de dólares para promover o islamismo em outros países.

## Problemas com Fundação Al Haramain
Após os atentados de 11 de setembro de 2001, houve uma intensificação dos esforços para combater o financiamento ao terrorismo, que deram causa a diversas investigações. Em decorrência dessas investigações, em março de 2002, os escritórios da Fundação na Bósnia e na Somália foram consideradas como organizações de apoio a terroristas que haviam desviado dinheiro destinado à caridade para a Al Qaeda e o grupo terrorista somali Al Ittihad Al Islamiya.
Em janeiro de 2004, Aqeel Abdulaziz Aqil foi retirado do comando da Fundação.
No dia 13 de fevereiro, funcionários do Receita Federal Norte Americana invadiram o escritório da Fundação em Ashland, para investigar se houve envio de recursos para rebeldes muçulmanos lutando na Chechênia.
Em março, Saleh Sheik defendeu a Fundação e responsabilizou pessoalmente Aqeel Abdulaziz Aqil pelos problemas detectados.
Em junho, a Família Real anunciou que Fundação estava sendo fechada e que seria retirado do Ministério de Assuntos Islâmicos, o papel de principal supervisor dos esforços missionários sauditas, e que essa atribuição passaria a ser do Ministério das Relações Exteriores.
Entretanto, não foram atribuídos ao Ministério das Relações Exteriores, poderes para supervisionar outras quatro grandes instituições de caridade financiadas pelos sauditas: a Liga Mundial Muçulmana, a Assembleia Mundial da Juventude Islâmica, a Organização Internacional de Assistência Islâmica e a al-Muntada al-Islami. Essas quatro organizações operam de forma conjunta nos EUA por meio de uma supra-entidade denominada Amigos das Associações de Caridade.
Em julho, Aqeel Abdulaziz Aqil foi qualificado, por autoridades norte-americanas como um apoiador do terrorismo por causa de seus contatos com o grupo terrorista somali Al Ittihad Al Islamiya. Nessa época, em decorrência de suspeitas de ligações com diversos grupos terroristas pelo mundo, haviam sido desativadas representações da Fundação Al Haramain em 15 países, entre elas as situadas na Indonésia, no Quênia, no Paquistão, no Afeganistão, na Albânia e na Holanda.

## Na América do Norte
Após a Revolução Iraniana em 1979, a chegada de pregadores sauditas passou a ser bem recebida nos EUA, e em outros países ocidentais, pois eles eram vistos como um meio para evitar que as ideias do Irã ganhassem força entre os muçulmanos em suas fronteiras.
Em 1989, foi criado o Instituto de Ciências Islâmicas e Árabes nos Estados Unidos, na cidade de Fairfax (Virgínia), como uma extensão da Universidade Islâmica Imam Muhammed Ibn Saud, que era o principal centro formação de missionários wahhabitas
Pelo menos 16 centros islâmicos foram financiados nos EUA, em estados como a Califórnia, o Missouri, Michigan, Illinois, Nova Jersey, Nova York, Ohio, Virgínia e Maryland. A construção mais imponente desse período foi a Mesquita Rei Fahd em Culver City (subúrbio de Los Angeles), inaugurada em 1998, com capacidade para 2.000 fiéis, na qual foram empregados cerca de 8 milhões de dólares. Ao lado da mesquita funciona uma escola corânica, um centro de pesquisas islâmico e uma livraria.
Além disso houve farta distribuição de exemplares do Alcorão e publicações islâmicas produzidas na Arábia Saudita.
No início de 2003, o Ministério de Assuntos Islâmicos tinha 31 pregadores itinerantes nos EUA em sua folha de pagamentos, mas, naquele ano, a embaixada saudita em Washington dissolveu seu Departamento de Assuntos Islâmicos, reduzindo o número de diplomatas que lidavam com questões religiosas para um, além disso, parou de distribuir o Alcorão nos EUA, enquanto que o Ministério dos Assuntos Islâmicos começou a reavaliar os seus 31 missionários nos Estados Unidos, e em março retirou seis do território norte-americano.
Em maio de 2003, o Departamento de Estado dos Estados Unidos proibiu o reingresso em território norte-americano de Fahad al Thumairy, que era o principal Imame da Mesquita Rei Fahd, e também era também um diplomata no consulado saudita em Los Angeles, por suspeitas de conexões com o terrorismo. A Mesquita passou a ser mais investigada quando descobriu-se que dois dos sequestradores do dia 11 de setembro, Nawaf Alhazmi e Khalid Almihdhar, a frequentaram e teriam feito contatos com outros frequentadores.
Em dezembro de 2003, o Departamento de Estado dos Estados Unidos proibiu a utilização de passaporte diplomático saudita por missionários financiados pela Arábia Saudita, e deportou pelo menos 24 desses missionários.
Dentre os deportados, destacava-se Jaafar Idris, um estudioso sudanês que foi um dos fundadores da Universidade Aberta Norte-Americana em Alexandria (Virgínia), que em 2002 tinha 540 alunos matriculados em cursos de graduação e pós-graduação em estudos islâmicos.
Também foram deportados onze dos integrantes do Instituto de Ciências Islâmicas e Árabes nos Estados Unidos.
No início de julho de 2004, dezenas de agentes do FBI e da Receita Federal norte-americana, invadiram as instalações do Instituto e interrogaram os seis professores remanescentes, que não eram sauditas.
O único a ser preso foi o somali Omar Abdi Mohamed.
Críticos do wahhabismo, avaliam que o resultado desse financiamento foi um crescente isolamento das mulheres em mesquitas norte-americanas a partir na década de 1980, o que seria estranho estranho ao espírito de tolerância da sociedade norte-americana.
Uma pesquisa revelou que em 2000, existiam 1.200 mesquitas nos EUA, frequentadas por 2 milhões de muçulmanos residentes naquele país, setenta por cento (70%) dos líderes de mesquitas eram favoráveis a ensinamentos fundamentalistas, enquanto que vinte e um por cento (21%) adotavam as práticas wahhabitas mais rigorosas. A pesquisa também descobriu que a segregação das mulheres para orações que, em 1994, ocorria em metade das mesquitas, passou a ocorrer em dois terços das mesquitas seis anos depois. O governo saudita também patrocinou a criação de mesquitas no Canadá.

## Apoio ao Estado Islâmico
Na década de 2010, o governo saudita apoiou fortemente o Estado Islâmico do Iraque e do Levante como uma forma de combater a influência xiita no Oriente Médio.  De acordo com WikiLeaks , o governo saudita é uma das fontes de apoio financeiro da estado islâmico no momento em que ele era afiliado com a rede de Osama Bin Laden. Ambos os regimes têm em comum a grande ênfase a decapitação de punição. De acordo com Bashar al-Assad e o diretor da Associação Saudita de Direitos Civis e Políticos, Mohammad al Qahtani, ambas as formas de administração são medievalistas e ainda segundo o ex-presidente do Iêmen - Ali Abdullah Saleh - as 2 administrações são muito semelhantes. O país foi pressionado pelas manifestações de clérigos, uma vez que foi de base militar ianque durante a Guerra do Golfo e que o governo tem respondido mandando condenados à morte por terrorismo para se juntar às fileiras de salafistas grupos no exterior. 
E assim como o governo saudita persegue próprias mulheres, o Estado islâmico também pune-lhes a moda saudita. Ambos os governos também derrubam seu próprio patrimônio histórico, cultural, histórico e artístico. Tanto o governo saudita e o Daesh tem lutado para construir uma rede de serviços sociais para o seu povo e tentam passar um boa imagem de seus respectivos países para promover o turismo.. As duas administrações também contam com a extração das receitas do petróleo.  Ambos os governos também são hostis à população síria e têm uma relação de vista grossa em trabalhar em condições análogas à escravidão. Os dois Estados também recebem ajuda informal de não-repúblicas para derrubar países como Rússia, Síria e Irã.  O braço sírio da Al Qaeda surgiu como um braço do Daesh que não saiu da Al Qaeda global e que ambas as formas de administração restringiram os direitos das mulheres, o consumo de bebidas alcoólicas, perseguem jornalistas, são populares na aplicação de Sharia no território local e perseguem homossexuais. Ambos também são amplamente rejeitada pela comunidade política internacional. Ambos também tem uma grande quantidade de estrangeiros servindo ao seus governos. Ambos também negam a sua ligação com a Al Qaeda.

## Quadro comparativo
| Crime                                 | Punição sob ISIS.               | Punição sob o governo saudita. |
| ------------------------------------- | ------------------------------- | ------------------------------ |
| Blasfêmia                             | morte                           | morte                          |
| Homossexualidade                      | morte                           | morte                          |
| Traição                               | morte                           | morte                          |
| Assassinato                           | morte                           | morte                          |
| Difamação                             | 80 açoitamentos                 | A critério do juiz.            |
| Alcoolismo                            | 80 açoitamentos                 | A critério do juiz.            |
| Adultério (para casado)               | apedrejamento                   | apedrejamento                  |
| Adultério (para solteiro)             | 100 açoites e Exílio por 1 ano. | 100 açoites                    |
| roubo                                 | Amputação da mão.               | Amputação da mão direita.      |
| Formação de quadrilha para roubo.     | Amputação do pé e da mão.       | Amputação das mãos e dos pés.  |
| Formação de quadrilha para latrocínio | Crucificação                    | morte                          |